# Vridscen
En vridscen är en teaterteknisk mekanisk vridanordning, som finns i många större moderna teaterhus, normalt permanent inbyggt i scengolvet, och används för att genom önskad rotation enkelt ändra scenbild av uppbyggda kulissarrangemang eller genom att låta skådespelare förflytta sig på densamma ge illusion av vandring eller resa under spelets gång. 
Vridscener är i modernare tid känt från 1700-talets japanska dockteater och utvecklades i sin större form av den tyske teaterdekoratören Carl Lautenschläger, som byggde den första eldrivna vridscenen på Residenztheater i München 1896. I Sverige var Lorensbergsteatern i Göteborg 1916 först med vridscen.
Dagens moderna vridscener styrs oftast med stor exakthet av datorstyrsystem vad gäller vridlägen och hastighet och upptar, beroende på dess diameter, en större eller mindre del av den totala scenytan. Framför allt återfinnes vridscener mest i större operahus och musikdramatiska teaterhus, där de ofta är till stor nytta och ger förstärkningar av övriga dramatiska effekter. Möjligen kan liknande mekaniska scenkonstruktioner ha förekommit inom delar av antikens väldiga skådespelsarrangemang och gladiatorspelsupptåg. En mindre och enklare variant av vridscenen är den mer tillfälliga, ofta flyttbara vridskivan, inbyggd i dekormekaniken.

## Vridläktare
En variant på vridscen är en så kallad vridläktare, där hela publiken sitter på en läktare som är manuellt eller maskinellt vridbar delvis eller hela varvet runt. Föreställningen utspelas då på området runt hela vridradien och aktörerna förflyttar sig runt publiken, eventuellt med olika scenbildsmiljöer uppbyggda runt om. Denna sorts arrangemang är mer ovanligt men kan brukas såväl inomhus som utomhus. Alternativt kan även roterbara stolar användas, så att varje åskådare själv får snurra runt på sin stol och följa skådespelet längs lokalens väggar. Ett exempel på en permanent stor vridläktare utomhus är installationen vid Döda fallet i Jämtland, Sveriges enda utomhusvridläktare  av sitt slag, byggd 1992 med plats för drygt 400 personer. Världens möjligen äldsta utomhusvridläktare byggdes 1959 i Finland till teatern vid åsen Pynike i Tammerfors.